# Contrevent sur enrouleur
 (novembre 2016).
Si vous disposez d'ouvrages ou d'articles de référence ou si vous connaissez des sites web de qualité traitant du thème abordé ici, merci de compléter l'article en donnant les références utiles à sa vérifiabilité et en les liant à la section « Notes et références ».

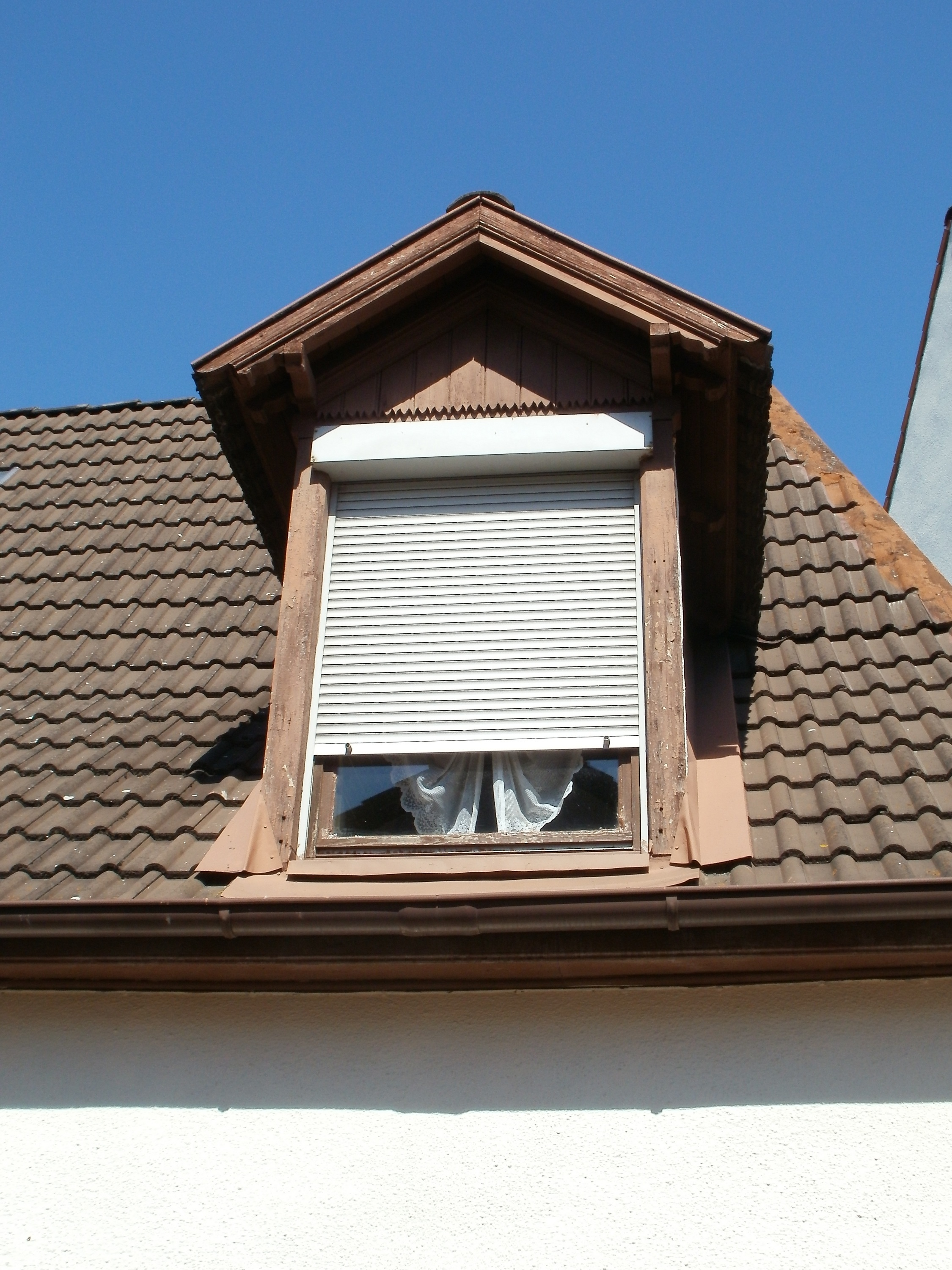
Une fenêtre équipée d'un contrevent sur enrouleur.

Le contrevent sur enrouleur, appelé parfois à tort volet roulant, est un contrevent constitué d'un ensemble de lamelles articulées qui peut s'enrouler autour d'un tambour (ou arbre). Le tambour est contenu dans une caisse qui peut être placée soit à l'extérieur (souvent lors d'une rénovation), soit dans le linteau ou à l'intérieur dans un caisson (souvent à la construction). Les contrevents sur enrouleur équipent notamment des fenêtres et des portes de garage.

## Historique

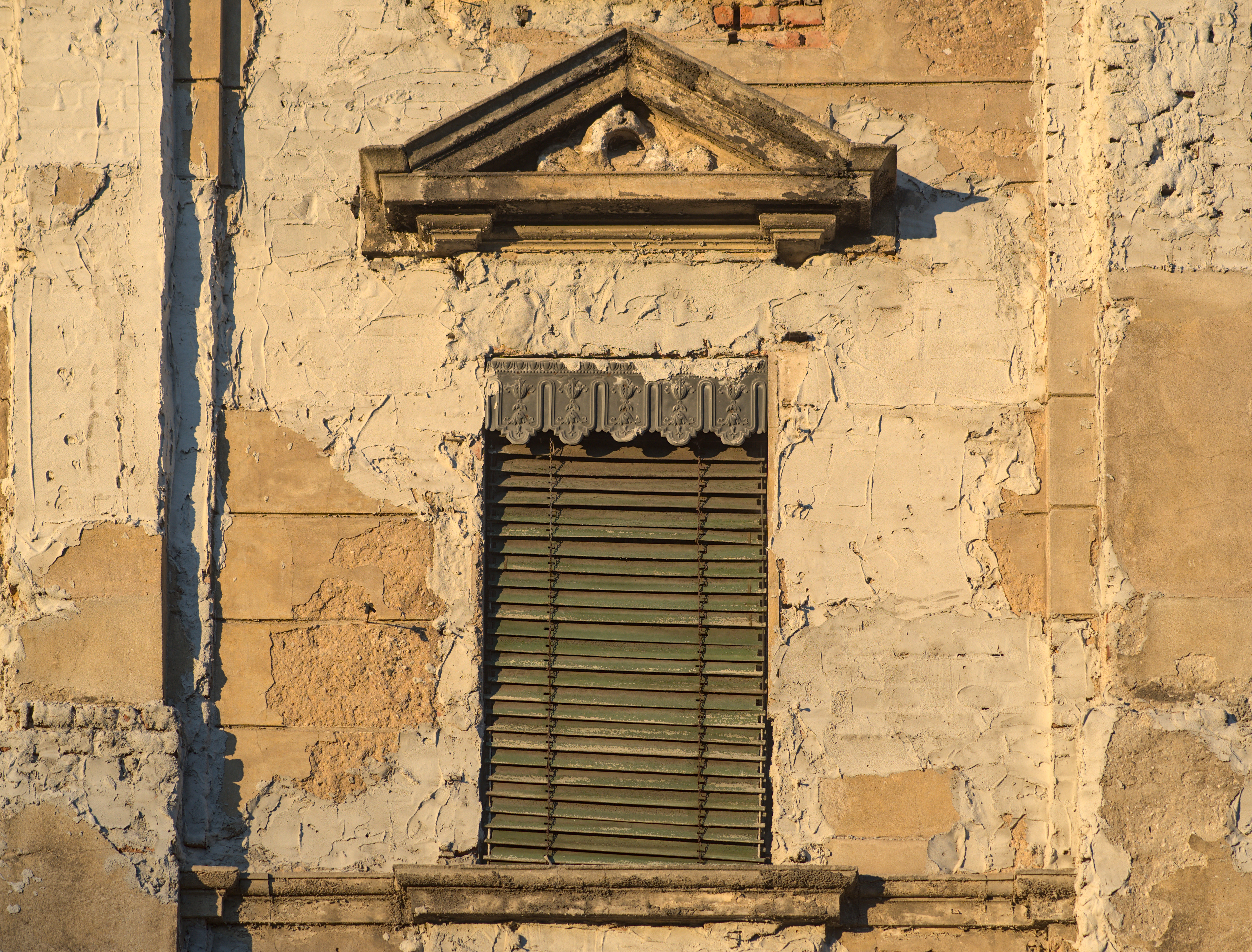
Contrevent sur enrouleur qui était présent sur un immeuble de Leipzig, à chainette et guidage par rail métallique. Il a été construit en 1922, et était typique de l'époque de la création de l'Allemagne. Il a existé jusqu'en 2022, date à laquelle il a été détruit dans une rénovation. Photo octobre 2020.

Le contrevent sur enrouleur a été développé en Europe il y a 60 ans[Quand ?]. À l'origine, il avait pour but d'améliorer l'efficacité énergétique de la fenêtre. Au cours de la Seconde Guerre mondiale, il fut très utilisé pour protéger les fenêtres des éclats projetés par les bombes lors des raids aériens. Aujourd'hui, une fenêtre sur trois est équipée de ce dispositif.[réf. nécessaire]

## Avantages
- une bonne occultation de la fenêtre,
- une bonne sécurité avec leur dispositif anti-arrachement et anti-soulèvement
- une motorisation facile du contrevent

[non neutre]

## Les différentents solutions d'ouverture
Au cours du temps, les dispositifs d'ouverture des contrevents sur enrouleurs ont beaucoup évolué. Au début, l'ouverture était à tirage direct. L'utilisateur tirait sur une poignée pour faire descendre ou monter le contrevent. Puis apparurent les contrevents sur enrouleurs à ouvertures mécaniques à sangle ou à manivelle.
De nos jours, de plus en plus de contrevents sur enrouleurs sont à ouverture électrique par interrupteur ou par radio-commande. Avec le développement de la domotique, le contrevent sur enrouleur électrique est maintenant intégré à l'équipement domotique de la maison. Ainsi, les contrevents sur enrouleurs domotisés peuvent contribuer à l'amélioration de l'efficacité énergétique de la maison et du confort.

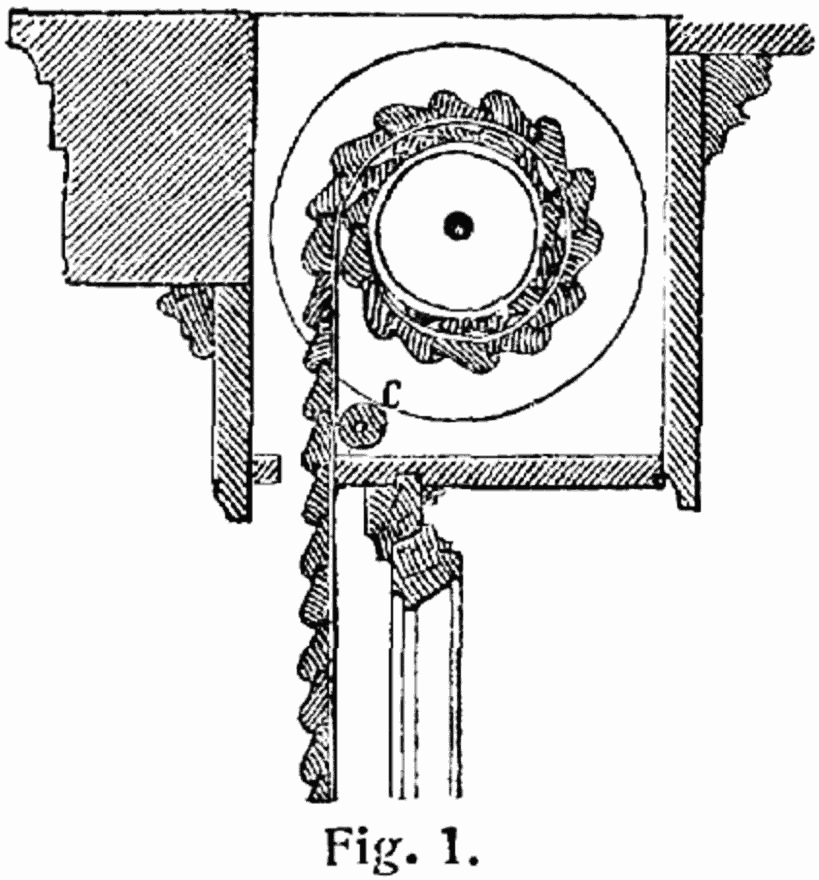
Ouverture mécanique à sangle.
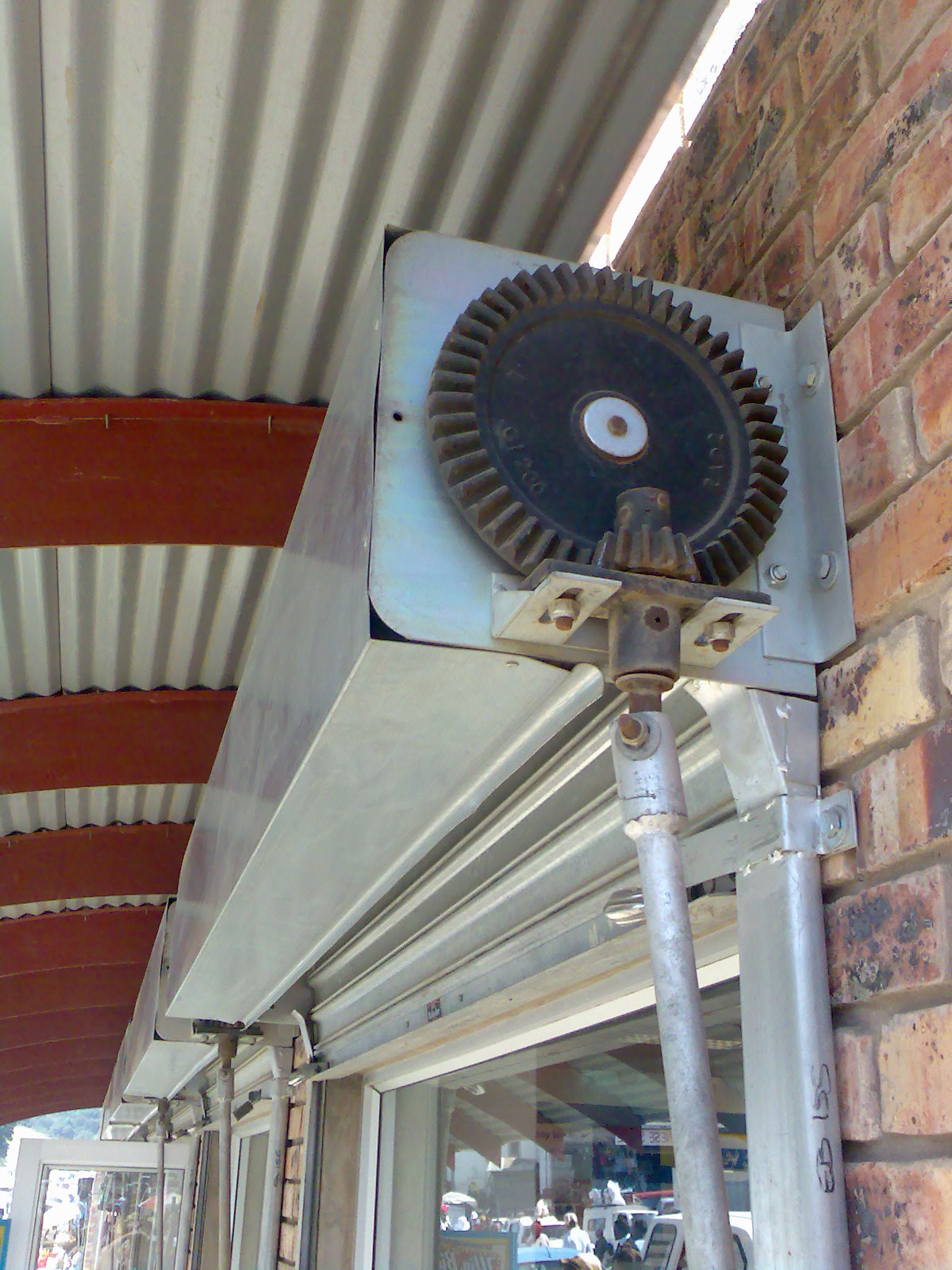
Ouverture mécanique à manivelle.
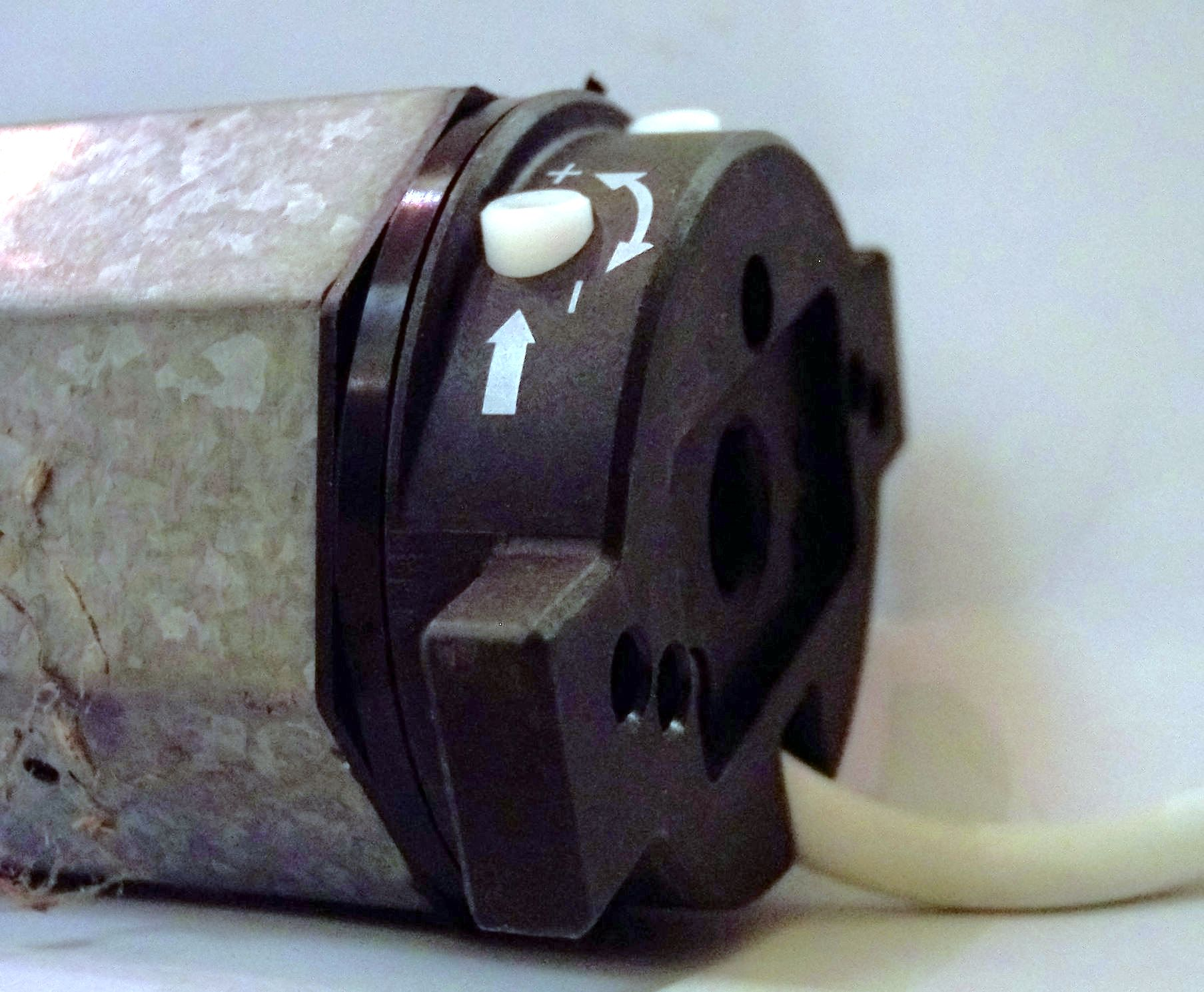
Moteur électrique d'un contrevent sur enrouleur.